# Курно-Липовское сельское поселение
Курно-Липовское сельское поселение — муниципальное образование в Тарасовском районе Ростовской области. 
Административный центр поселения — хутор Мартыновка.

## Состав сельского поселения
| № | Населённый пункт   | Тип населённого пункта        | Население |
| - | ------------------ | ----------------------------- | --------- |
| 1 | Грачи              | хутор                         | 123       |
| 2 | Егоро-Калитвенский | хутор                         | 273       |
| 3 | Ерофеевка          | хутор                         | 312       |
| 4 | Изумрудный         | посёлок                       | 401       |
| 5 | Курно-Липовка      | слобода                       | 326       |
| 6 | Мартыновка         | хутор, административный центр | 432       |
| 7 | Новоалексеевка     | хутор                         | 150       |
| 8 | Рыновка            | хутор                         | 97        |

## Население
| 2010  | 2012  | 2013  | 2014  | 2015  | 2016  | 2017  | 2018  | 2019  |
| ----- | ----- | ----- | ----- | ----- | ----- | ----- | ----- | ----- |
| 2114  | ↘2055 | ↘2053 | ↘2033 | ↘2000 | ↘1973 | ↘1952 | ↘1912 | ↘1873 |
| 2020  | 2021  |       |       |       |       |       |       |       |
| ↘1857 | ↘1841 |       |       |       |       |       |       |       |